# USS LST-742
O USS LST-742 foi um navio de guerra norte-americano da classe LST que operou durante a Segunda Guerra Mundial.